# مرجئة الفقهاء
مرجئة الفقهاء أو فقهاء المرجئة هي إحدى فرق المرجئة ظهرت في الكوفة علي يد طائفة من أهل العلم أخطأت في باب الإيمان فأخرجت العمل منه. وقد سموا بهذا الاسم لأنهم من فقهاء أهل السنة والجماعة، ومرجئة لأنهم وقعوا في شيء من القول بالإرجاء، وهو تأخير العمل عن مسمى الإيمان.

## أسباب النشأة
نشأت رداً على الخوارج والمعتزلة الذين قالوا بكفر مرتكب الكبائر، فأخرجت العمل من الإيمان ليكون أهل القبلة جميعا مؤمنين مهما بلغت أعمالهم من كفر فيقول بن تيمية:

## عقائدهم
يري مرجئة الفقهاء أن الإيمان هو «التصديق والقول فقط، ولا يزيد ولا ينقص، ولا دخل للطاعة والمعصية في مسمى الإيمان»، فخالفوا بذلك أهل السنة الذين يرون أن «الإيمان قول وعمل، يزيد وينقص، يزيد بالطاعة، وينقص بالمعصية»، وخالفوا الجهمية الذين يرون أن «الإيمان تصديق بالقلب فقط وليس داخل فيه القول والعمل»، وخالفوا كذلك الخوارج والمعتزلة الذين قالوا بكفر مرتكب الكبائر بإعتبار أن «الإيمان كل لا يتجزأ فيعتبر بعصيانه ذاهب الإيمان».
وقد أنكروا أن الصلاة والزكاة من الإيمان كون العمل ليس من الإيمان.

## كبار مرجئة الفقهاء
من كبار مرجئة الفقهاء ومشاهيرهم: حماد بن أبي سليمان، إبراهيم التيمي، طلق بن حبيب، ذر الهمداني، سالم الأفطس، عمر بن ذر وشبابة بن سوار.

## الرد عليهم
رد أهل السنة والجماعة على قولهم بأن (لا تضر مع الإيمان معصية، كما لا تنفع مع الكفر طاعة) فيما يُعرف بقاعدة (الإيمان يزيد وينقص، يزيد بالطاعة وينقص بالمعصية).